# 巴蘭卡斯 (委內瑞拉)
巴蘭卡斯（西班牙語：Barrancas），是委內瑞拉的城鎮，位於該國西部巴里納斯州，是克魯斯帕雷德斯市的首府，面積為778平方公里，人口約22,000人，該地區有多種動物棲息。